# Box of Feathers
Box of Feathers – drugi album studyjny Fismolla, który ukazał się 29 czerwca 2015 nakładem wytwórni Nextpop. Do promocji płyty wybrano singel „Eager Boy”.

## Lista utworów
Wszystkie utwory skomponował Fismoll. Twórcy tekstów to Fismoll (utwory II, III, V, VI, VII i VIII) i Robert Amirian (I, III, IV).
| I.    | „Eager Boy”              | 3:57  |
|       |                          |       |
| II.   | „Tales”                  | 5:10  |
|       |                          |       |
| III.  | „Soldier”                | 4:58  |
|       |                          |       |
| IV.   | „Holy Ground”            | 4:58  |
|       |                          |       |
| V.    | „Let Me Breathe My Sigh” | 4:57  |
|       |                          |       |
| VI.   | „Made of Clouds”         | 4:27  |
|       |                          |       |
| VII.  | „Cracking Ground”        | 5:53  |
|       |                          |       |
| VIII. | „Matricaria”             | 5:16  |
|       |                          |       |
|       |                          | 39:36 |
|       |                          |       |

## Personalia
- Fismoll – śpiew, gitary (akustyczna, klasyczna, elektryczna), pianino, dzwonki, ustna imitacja trąbki; produkcja muzyczna
- Robert Amirian – gitary basowe; produkcja muzyczna, miksowanie w Nextpop Studio
- Kuba Szydło – żywa perkusja (współstworzona z Fismollem i Amirianem)
- Joanna Glensk – wiolonczela, chórki
- Kristine Harutyunyan – skrzypce
- Kacper Budziszewski – gitara solowa, guitalele, gitary klasyczna i elektryczna
- Grzegorz Piwkowski/ High-End Audio – mastering
- Jędrzej Guzik – okładka